# Atractus tamessari
Atractus tamessari — вид змій родини полозових (Colubridae). Мешкає у Венесуелі і Гаяні.

## Поширення і екологія
Atractus tamessari мешкають в горах Гвіанського нагір'я на сході Венесуели та на заході Гаяни. Вони живуть у вологих тропічних лісах, на висоті від 500 до 2200 м над рівнем моря. Відкладають яйця.